# 潘颺言
潘颺言（?—?），字陳伏，山東章邱人。

## 生平
順治九年（1652年）壬辰科進士。原官吏部文選司主事，後因事降調保舉湖廣軍前補用。康熙十八年舉博學鴻詞科，與試未中。